# Raúl Martín (Künstler)

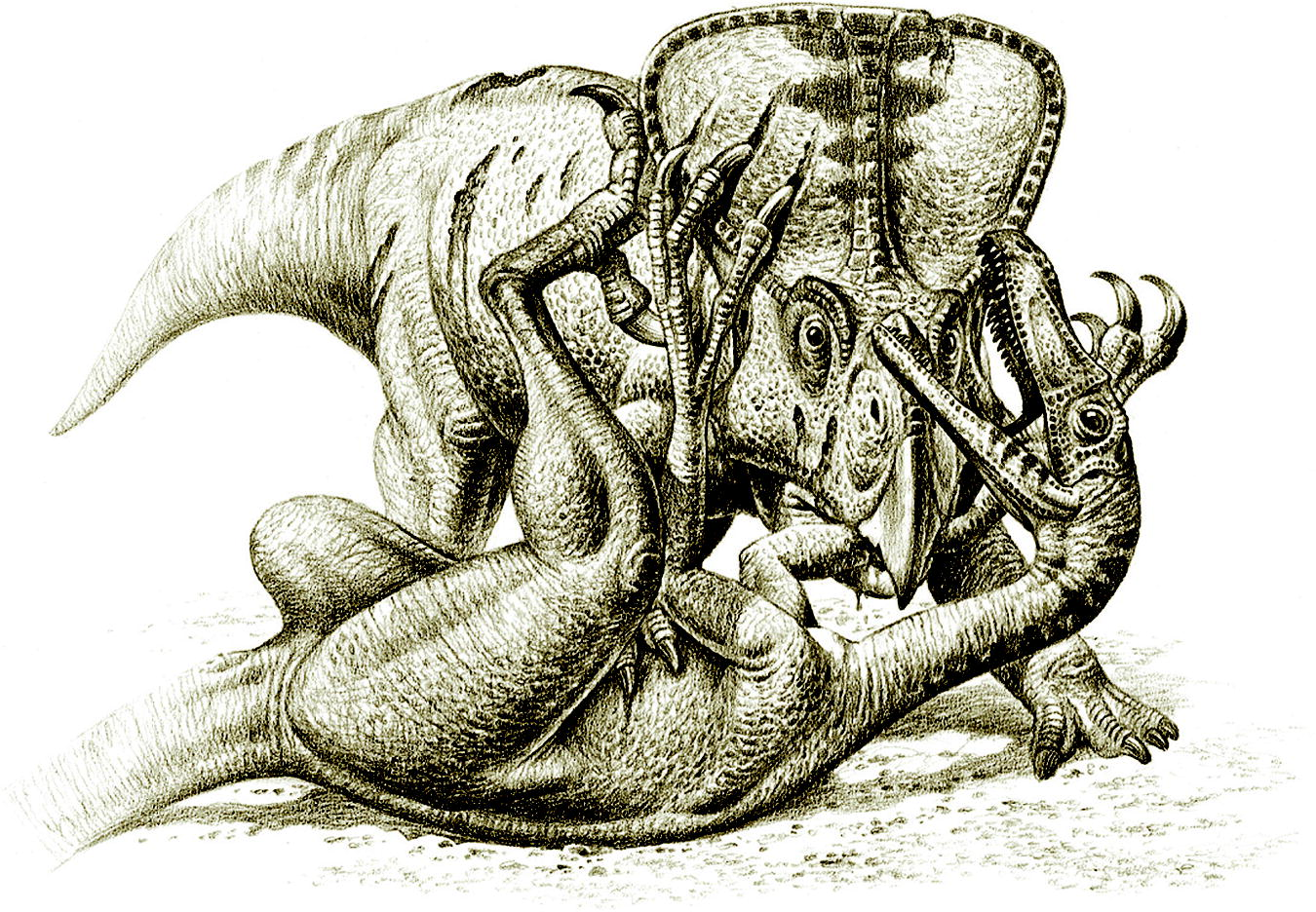
Velociraptor und Protoceratops im tödlichen Kampf. Illustration für die Zeitschrift PLoS Biology (2003).

Raúl Martín (* 1964 in Madrid) ist ein spanischer Illustrator, der auf Paläokunst spezialisiert ist.

## Leben
Martín ist ein Autodidakt, der von hyperrealistischen Malern wie Richard Estes, Chuck Close und Antonio López García inspiriert wurde. Er produziert wissenschaftlich akribische Illustrationen von ausgestorbenen Lebensformen, vor allem aus der Trias, dem Jura und der Kreidezeit. Neben reinen Tierrekonstruktionen entwirft er oft auch hypothetische Szenen.
Er ist für seine Bilder von Dinosauriern und anderen Wirbeltieren (frühe Säugetiere, Amphibien und Fische) bekannt, die in Museen auf der ganzen Welt zu sehen sind, darunter im Museo de las Ciencias de Castilla la Mancha in Cuenca, im Parque de Enrique Tierno Galván in Madrid, im American Museum of Natural History, im Maryland Science Center und im Fort Peck Paleontology Inc. Seine Arbeiten wurden auch in populärwissenschaftlichen Zeitschriften wie Scientific American, Science und in der internationalen Ausgabe von National Geographic veröffentlicht. 
Im Jahr 2001 arbeitete er mit der paläontologischen Abteilung der Universidad Autónoma de Madrid sowie mit dem paläoanthropologischen Ausgrabungs-Team in der Sierra de Atapuerca zusammen. Zu seinen bedeutendsten Arbeiten gehören Illustrationen von fossilen Riesenkrokodilen aus der Kreidezeit wie Deinosuchus und Sarcosuchus. Insbesondere die Darstellung von Kampfszenen erfreuen sich großer Popularität, wie die Konfrontationen zwischen einem Deinosuchus und einem Albertosaurus oder einem Sarcosaurus und einem Suchomimus.
Martin gestaltet Szenarien mit reichlich Helligkeit. Der Fokus liegt dabei zunehmend auf europäischen Landschaften, was angesichts der Entdeckungen auf der Iberischen Halbinsel in jüngerer Zeit und darüber hinaus von Bedeutsamkeit ist.
Martín schuf die erste künstlerische Rekonstruktion des Dinosauriers Concavenator, eines Theropoden, der 2003 von den Paläontologen José Luis Sanz, Francisco Ortega und Fernando Escaso von der Universidad Autónoma de Madrid an der Fundstelle Las Hoyas in Cuenca entdeckt wurde. 
Die Gattungs- und Artbeschreibung wurde 2010 in der Zeitschrift Nature veröffentlicht. In seiner Arbeit überwiegen Illustrationen zu Sauropoden, wie die Rekonstruktion von Argentinosaurus huinculensis und Diplodocus carnegii (Sauropode aus dem Spätjura). 
Martín hat in der Vergangenheit überwiegend mit Acrylfarben gemalt. Er erstellt jedoch auch Arbeiten mit Öl, Pastellkreide und Bleistift sowie gegenwärtig mit digitalen Medien.